# Focaccia con le cipolle
La focaccia con le cipolle alla genovese (a fugàssa co-e çiòule in lingua genovese) è una variante della comune focaccia genovese.

## Storia
La focaccia con le cipolle è un alimento di antiche tradizioni nei quartieri più popolari di Genova e colazione usuale degli scaricatori del porto perché capace di saziare molto, in quanto la cipolla blocca i recettori dello stimolo della fame.
La focaccia con la cipolla è un alimento molto economico ed è possibile prepararla anche in casa.
A Genova molte persone mangiano la focaccia con le cipolle per colazione, intinta nel caffellatte, o al bar con un bicchiere di vino bianco (u gianchettu).

## Ingredienti e preparazione
L'impasto è come quello per la focaccia genovese: farina, acqua, lievito di birra, olio e sale.

Si usa l'olio d'oliva in quantità che può variare rispetto al peso della farina: più olio si aggiunge e più la focaccia viene unta.

Per farla indorare molto bisogna aggiungere del malto.

La pasta va lavorata col mattarello e tirata una sfoglia il più sottile possibile, al massimo mezzo centimetro, delle dimensioni della teglia da forno che si usa e una volta posizionata nella teglia unta d'olio, bisogna schiacciarla il più possibile, con la punta delle dita. Le cipolle, abbondanti, tagliate sottile, crude, irrorate con un poco d'olio e sale, si aggiungono a lievitazione avvenuta, prima di mettere nel forno.

La temperatura del forno e i tempi di cottura variano dal tipo di forno che si usa: in media, forno ad alta temperatura per il tempo minimo per rendere cotta la farina.
La morbidezza dipende dal tempo di cottura, meno si cuoce e più rimane molle.

## Abbinamento ai vini
Si accompagna a un vino bianco, secco, servito fresco:
- Pigato
- Lumassina
- Polceverasco bianco
- Cinque Terre Vermentino